# Urbanistica (rivista)
Urbanistica è una rivista italiana che si occupa di urbanistica e pianificazione territoriale, edita dall'Istituto Nazionale di Urbanistica (INU).

## Storia
La rivista fu fondata nel 1932 come bollettino dalla sezione piemontese dell'Istituto Nazionale di Urbanistica (INU), ma già l'anno successivo divenne rivista ufficiale dell'Istituto, uscendo con cadenza bimestrale.
Fra il 1945 e il 1949 uscì come semplice bollettino, ma dopo questa data, con la ripresa delle attività dell'INU, tornò ad esserne la rivista ufficiale, con cadenza trimestrale, ed acquisì un alto prestigio internazionale. In questo periodo fu diretta da grandi nomi della cultura architettonica, quali Adriano Olivetti, Giovanni Astengo e Marco Romano.
Con la direzione di Bernardo Secchi la rivista venne resa indipendente dall'INU, fino a cessare le pubblicazioni nel 1990.
Fu ricreata nel 1994, tornando nelle mani dell'INU e con periodicità semestrale. Alla tradizionale pubblicazione delle esperienze urbanistiche italiane si è affiancata negli ultimi anni una selezione di importanti esempi esteri.

## Direttori
- 1932-1933 Pietro Betta
- 1933-1946 Armando Melis De Villa
- 1947-1949 Mario Zocca
- 1949-1952 Adriano Olivetti
- 1953-1977 Giovanni Astengo
- 1977 Bruno Gabrielli e Marco Romano
- 1978-1984 Marco Romano
- 1985-1990 Bernardo Secchi
- 1991-1993 pubblicazioni sospese
- 1994-1998 Patrizia Gabellini
- 1999-2005 Dino Borri
- 2005-2013 Paolo Avarello
- 2013-2017 Federico Oliva
- dal 2017 Paolo Galuzzi